# James Marsden
James Paul Marsden (n. 18 septembrie 1973, Stillwater⁠(d), Oklahoma, SUA) este un actor american.

## Filmografie

### Film
| An   | Titlu                                                                                   | Rol                      | Note                  |
| ---- | --------------------------------------------------------------------------------------- | ------------------------ | --------------------- |
| 1994 | După faptă și răsplată (No Dessert, Dad, Till You Mow the Lawn)                         | Tyler Cochran            |                       |
| 1996 | Inamicul public nr. 1 (Public Enemies)                                                  | Doc Barker               | Direct-pe-video       |
| 1997 | Povești de groază (Campfire Tales)                                                      | Eddie                    | Segmentul: "The Hook" |
| 1998 | Comportament deviant (Disturbing Behavior)                                              | Steve Clark              |                       |
| 2000 | Bârfa (Gossip)                                                                          | Derrick Webb             |                       |
| 2000 | X-Men                                                                                   | Scott Summers / Cyclops  |                       |
| 2001 | Zahăr și piper (Sugar & Spice)                                                          | Jack Bartlett            |                       |
| 2001 | Zoolander Manechinul (Zoolander)                                                        | John Wilkes Booth        |                       |
| 2002 | Autostrada 60 (Interstate 60)                                                           | Neal Oliver              |                       |
| 2003 | X2                                                                                      | Scott Summers / Cyclops  |                       |
| 2004 | Jurnalul (The Notebook)                                                                 | Lon Hammond              |                       |
| 2004 | A 24-a zi (The 24th Day)                                                                | Dan                      |                       |
| 2005 | Heights                                                                                 | Jonathan Kessler         |                       |
| 2006 | Alibiul (The Alibi)                                                                     | Wendell Hatch            |                       |
| 2006 | Superman Revine (Superman Returns)                                                      | Richard White            |                       |
| 2006 | Străzi însângerate (10th & Wolf)                                                        | Tommy Santoro            |                       |
| 2006 | X-Men: Ultima înfruntare (X-Men: The Last Stand)                                        | Scott Summers / Cyclops  |                       |
| 2007 | Magie în Manhattan sau Magie în New York (Enchanted)                                    | Prinț Edward             |                       |
| 2007 | Hairspray: Intrigi de culise (Hairspray)                                                | Corny Collins            |                       |
| 2007 | 27 de rochii (27 Dresses)                                                               | Kevin Doyle              |                       |
| 2008 | În SEXcursie (Sex Drive)                                                                | Rex Lafferty             |                       |
| 2009 | Cutia (The Box)                                                                         | Arthur Lewis             |                       |
| 2010 | Câini și pisici: Răzbunarea lui Kitty Galore (Cats & Dogs: The Revenge of Kitty Galore) | Diggs (voce)             |                       |
| 2010 | Înmormântare cu peripeții (Death at a Funeral)                                          | Oscar                    |                       |
| 2011 | Hop- Țop (Hop)                                                                          | Fred O'Hare              |                       |
| 2011 | Țapi ispășitori (Straw Dogs)                                                            | David Sumner             |                       |
| 2012 | Domnișoare de onoare sau Petrecerea burlăcițelor (Bachelorette)                         | Trevor Graham            |                       |
| 2012 | Frank și robotul (Robot & Frank)                                                        | Hunter Weld              |                       |
| 2012 | Small Apartments                                                                        | Bernard Franklin         |                       |
| 2013 | Anchorman 2 sau Un știrist legendar 2 (Anchorman 2: The Legend Continues)               | Jack Lime                |                       |
| 2013 | Aproape adulți (As Cool as I Am)                                                        | Chuck Diamond            |                       |
| 2013 | Majordomul (The Butler)                                                                 | John F. Kennedy          |                       |
| 2013 | 2 pistoale (2 Guns)                                                                     | Harold Quince            |                       |
| 2013 | Povestea Prințesei Kaguya (Kaguyahime no monogatari)                                    | Prinț Ishitsukuri (voce) | dublaj în engleză     |
| 2014 | Cel mai de preț cadou (The Best of Me)                                                  | Dawson Cole              |                       |
| 2014 | Ispita (The Loft)                                                                       | Chris Vanowen            |                       |
| 2014 | Drumul rușinii (Walk of Shame)                                                          | Gordon                   |                       |
| 2014 | Aceasta este lumea mea (Welcome to Me)                                                  | Rich Ruskin              |                       |
| 2014 | X-Men: Viitorul este trecut (X-Men: Days of Future Past)                                | Scott Summers / Cyclops  | Cameo                 |
| 2015 | Dragoste accidentală (Accidental Love)                                                  | Scott                    |                       |
| 2015 | The D Train                                                                             | Oliver Lawless           |                       |
| 2015 | În labirintul unui grizzly (Into the Grizzly Maze)                                      | Rowan                    |                       |
| 2015 | Afacere neprevăzută (Unfinished Business)                                               | Jim Spinch               |                       |
| 2017 | The Female Brain                                                                        | Adam Simmons             |                       |
| 2017 | Șoc și groază (Shock and Awe)                                                           | Warren Strobel           |                       |
| 2018 | Henchmen                                                                                | Hank (voce)              |                       |
| 2019 | A fost odată la... Hollywood (Once Upon a Time in Hollywood)                            | Burt Reynolds            | Varianta extinsă      |
| 2020 | Sonic the Hedgehog                                                                      | Tom Wachowski            |                       |
| 2021 | The Boss Baby: Family Business                                                          | Tim Templeton (voce)     | Post-producție        |
| 2022 | Continuare nedenumită a Sonic the Hedgehog                                              | Tom Wachowski            |                       |

### Televiziune
| An           | Titlu                                                                 | Rol                          | Note                                             |
| ------------ | --------------------------------------------------------------------- | ---------------------------- | ------------------------------------------------ |
| 1993         | In the Line of Duty: Ambush in Waco                                   | Steven Willis                | Film TV                                          |
| 1993         | Joe's Life                                                            | Brian                        | Episodul: "Parental Guidance Not Suggested?"     |
| 1993         | Dădaca (The Nanny)                                                    | Eddie                        | 2 episoade                                       |
| 1993         | Salvați de clopoțel - O noua clasă (Saved by the Bell: The New Class) | Chad Westerfield             | Episodul: "Homecoming King"                      |
| 1994         | Boogies Diner                                                         | Jason                        | Episodul #2.28                                   |
| 1994         | Heavenly Road                                                         | Jeremy                       | Film TV                                          |
| 1994         | Echipa de intervenție (Search and Rescue)                             | Film TV                      |                                                  |
| 1995         | Blossom                                                               | Josh                         | Episodul: "The Date"                             |
| 1995         | Pe cont propriu (Party of Five)                                       | Griffin Holbrook             | Episodul: "The Ides of March"                    |
| 1995         | Atingerea îngerilor (Touched by an Angel)                             | Jake                         | Episodul: "Angels on the Air"                    |
| 1996         | Răpirea (Gone in a Heartbeat)                                         | Michael Galler               | Film TV                                          |
| 1996         | 919 Fifth Avenue                                                      | Will                         | Film TV                                          |
| 1996–1997    | Second Noah                                                           | Ricky Beckett                | 21 episoade                                      |
| 1997         | Bella Mafia                                                           | Luka                         | Film TV                                          |
| 1997         | On the Edge of Innocence                                              | Jake Walker                  | Film TV                                          |
| 2001–2002    | Ally McBeal                                                           | Glenn Foy                    | 13 episoade                                      |
| 2009         | Robot Chicken                                                         | Jason Chambers / Lion (voci) | Episodul: "Especially the Animal Keith Crofford" |
| 2011         | O familie modernă (Modern Family)                                     | Barry                        | Episodul: "Slow Down Your Neighbors"             |
| 2012–2013    | 30 Rock                                                               | Criss Chros                  | 13 episoade                                      |
| 2014–2016    | Wander Over Yonder                                                    | Sir Brad Starlight (voce)    | 3 episoade                                       |
| 2016–2018    | Westworld                                                             | Teddy Flood                  | Rol principal, 17 episoade                       |
| 2017         | Pista farmaceuticelor (Tour de Pharmacy)                              | Rex Honeycut                 | Film TV                                          |
| 2019–present | Nu mai exiști pentru mine (Dead to Me)                                | Steve Wood/Ben Wood          | Rol principal, 17 episoade                       |
| 2020         | Mrs. America                                                          | Phil Crane                   | 4 episoade                                       |
| 2020         | The Stand                                                             | Stu Redman                   |                                                  |

### Music videos
| An   | Titlu                          | Artist(i)              | Rol     |
| ---- | ------------------------------ | ---------------------- | ------- |
| 1998 | "Got You (Where I Want You)"   | The Flys               | Himself |
| 2020 | "Imagine (Quarantine Edition)" | Artists for We Are One | Himself |